# Calvello
Calvello ist eine süditalienische Gemeinde (comune) mit 1774 Einwohnern (Stand 31. Dezember 2023) in der Provinz Potenza in der Basilikata. Die Gemeinde liegt etwa 18 Kilometer südsüdöstlich von Potenza.

## Verkehr
Die Bahnverbindung von Potenza nach Laurenzana und der Bahnhof von Calvello an dieser Strecke sind seit 1980 geschlossen.

## Persönlichkeiten
- Francesco Mauro (1850–1893), Chemiker